# Волф Тон
Теобальд Волф Тон (нім. Theobald Wolfe Tone; 20 червня 1763 — 19 листопада 1798) — провідний ірландський революційний діяч і один із членів-засновників Об'єднаних ірландців та лідер Ірландського повстання 1798 року. Виступав на переговорах з французькою Директорією про підтримку повстання. Захоплений в Бункрані 3 листопада 1798 року а через неясні обставини він помер через шістнадцять днів. Існують відомості, що він був страчений.